# Muzzana del Turgnano
Muzzana del Turgnano (friuli nyelven Muçane, helyi nyelvjárásban Muzane) település Olaszországban, Friuli-Venezia Giulia régióban, Udine megyében. Lakosainak száma 2332 fő (2023. január 1.). Muzzana del Turgnano Carlino, Marano Lagunare, Palazzolo dello Stella, Pocenia és Castions di Strada községekkel határos.

## Népesség
A település népességének változása:
| Lakosok száma | 2543 | 2499 | 2332 |
|               | 2017 | 2018 | 2023 |